# (16810) Pavelaleksandrov
(16810) Pavelaleksandrov est un astéroïde de la ceinture principale.

## Description
(16810) Pavelaleksandrov est un astéroïde de la ceinture principale. Il fut découvert le 25 octobre 1997 à Prescott (Arizona) par Paul G. Comba. Il présente une orbite caractérisée par un demi-grand axe de 2,31 UA, une excentricité de 0,24 et une inclinaison de 10,4° par rapport à l'écliptique.

## Compléments